# Terakado Ryo
Terakado Ryo (寺神戸 亮 Terakado Ryō, sinh năm 1961 tại Santa Cruz, Bolivia), là một nghệ sĩ vĩ cầm và nhạc trưởng người Nhật Bản. Ông chuyên về biểu diễn phong trào HIP. Terakado cũng là nghệ sĩ viola, viola d'amore và violoncello da spalla. Ông từng giảng dạy tại Nhạc viện Hoàng gia Den Haag và Trường Âm nhạc Toho Gakuen.

## Sự nghiệp
Terakado bắt đầu học vĩ cầm từ năm 4 tuổi. Ông từng giành được giải nhì trong Cuộc thi âm nhạc dành cho thanh thiếu niên toàn Nhật Bản ở tuổi 14. Năm 1984, ông trở thành bè trưởng của Dàn nhạc Giao hưởng Tokyo trong 2 năm.
Khi mới 19 tuổi, ông bắt đầu quan tâm đến những cây vĩ cầm kiểu Baroque. Ông từng theo học tại Tōhō Gakuen Daigaku ở Tokyo và tốt nghiệp với bằng tiến sĩ. Ông học với Sigiswald Kuijken từ năm 1986 và tốt nghiệp với tư cách nghệ sĩ độc tấu ba năm sau đó. Từ năm 1987, ông đã biểu diễn với tư cách là bè trưởng trong một số dàn nhạc Baroque ở Châu Âu và Nhật Bản, bao gồm Les Arts Florissants, La Chapelle Royale, Collegium Vocale Gent, La Petite Bande và Tokyo Bach-Mozart Orchestra. Ông cũng từng là trưởng phòng hòa nhạc của Bach Collegium Nhật Bản, nơi duy trì và nghiên cứu các bản thu âm hoàn chỉnh của Bach cantatas, do Masaaki Suzuki thực hiện. Trung tâm này không chỉ hướng tới violin mà còn cả viola và viola d'amore. Với tư cách là trưởng phòng hòa nhạc của il Gardellino, ông đã tiến hành thu âm các cantata độc tấu của Bach cho phần bass với Dominik Wörner, chẳng hạn như Ich will den Kreuzstab gerne tragen, BWV 56. Terakado đã thu âm các bản sonata và partita của Bach cho violin độc tấu. Ông từng chơi Tổ khúc cello của Bach trên cây đàn cello da spalla, một cây đàn cello nhỏ được gài vào vai.
Với tư cách là nhạc trưởng, ông đã biểu diễn các vở opera Baroque như Dido und Aeneas và The Fairy Queen của Purcell, Pigmalion của Rameau và các trích đoạn của vở opera của Jean-Baptiste Lully và Mozart.
Ông từng là giảng viên tại Nhạc viện Hoàng gia Den Haag và Trường Âm nhạc Toho Gakuen.